# Manzanares de Rioja
Manzanares de Rioja ist ein Ort und eine Gemeinde (municipio) im Westen der spanischen Region La Rioja mit 61 Einwohnern (Stand: 2024). Neben dem Hauptort Manzanares de Rioja gehört die Ortschaft Gallinero de Rioja zur Gemeinde.

## Lage
Manzanares de Rioja liegt etwa 42 Fahrtkilometer westsüdwestlich von Logroño in einer Höhe von etwa 805 m. Im Süden der Gemeinde liegt der Flugplatz La Fonfría.

## Bevölkerungsentwicklung
| Jahr      | 1960 | 1970 | 1981 | 1991 | 2001 | 2011 | 2021 |
| Einwohner | 373  | 308  | 177  | 147  | 116  | 99   | 60   |

In der 2. Hälfte des 19. und der ersten Hälfte des 20. Jahrhunderts hatte der Ort stets zwischen 550 und 700 Einwohner. Infolge der Mechanisierung der Landwirtschaft und des daraus resultierenden geringeren Arbeitskräftebedarfs ist die Zahl der Einwohner seit der Mitte des 20. Jahrhunderts deutlich zurückgegangen.

## Wirtschaft
An erster Stelle im Wirtschaftsleben der Gemeinde steht traditionell die Landwirtschaft. Daneben werden auch Weizen, Gerste, Kartoffeln sowie verschiedene Gemüsepflanzen kultiviert.

## Sehenswürdigkeiten
- Kirche Mariä Himmelfahrt in Manzanares de Rioja
- Johanniskirche in Gallinero de Rioja

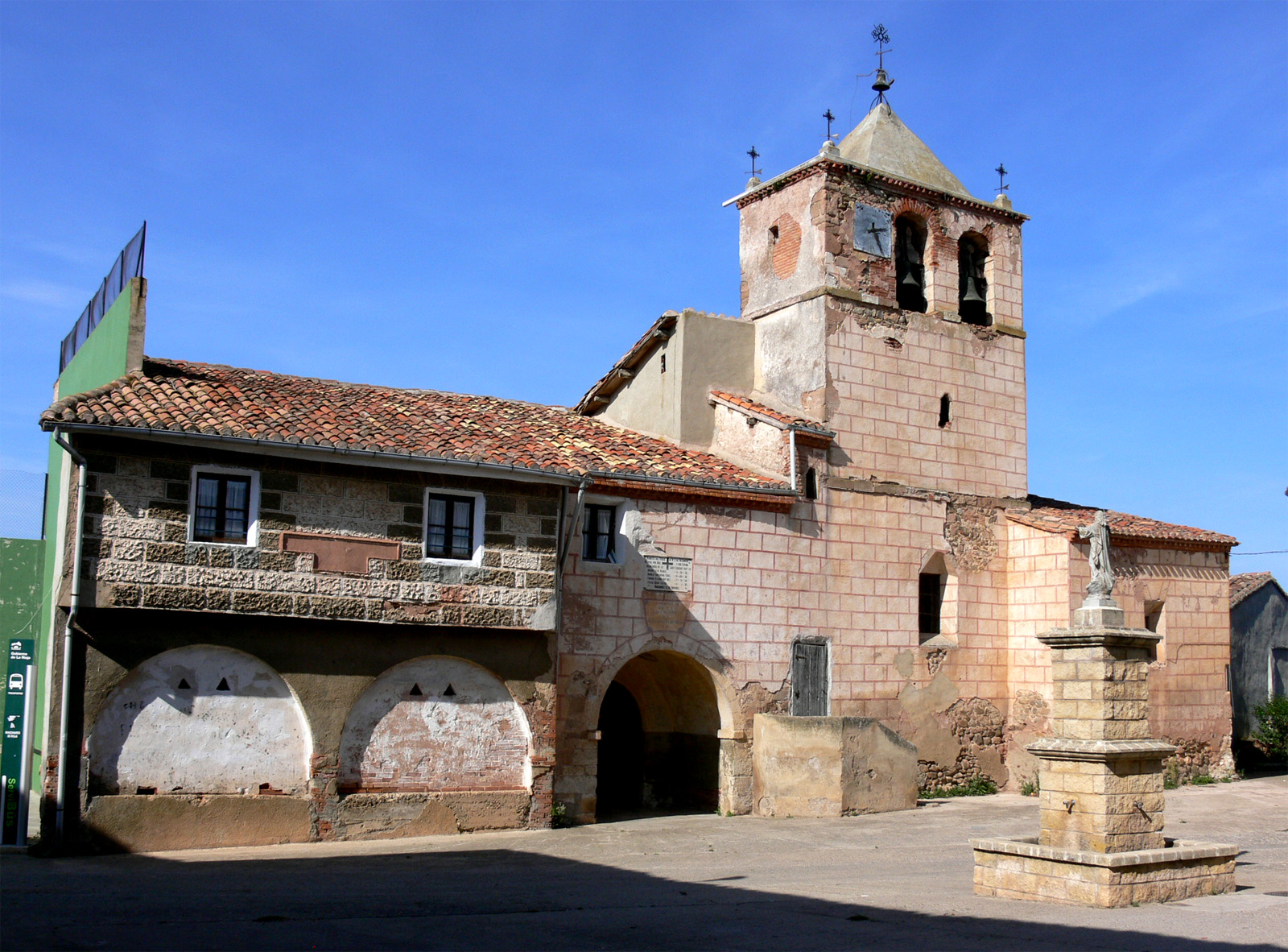
Kirche Mariä Himmelfahrt
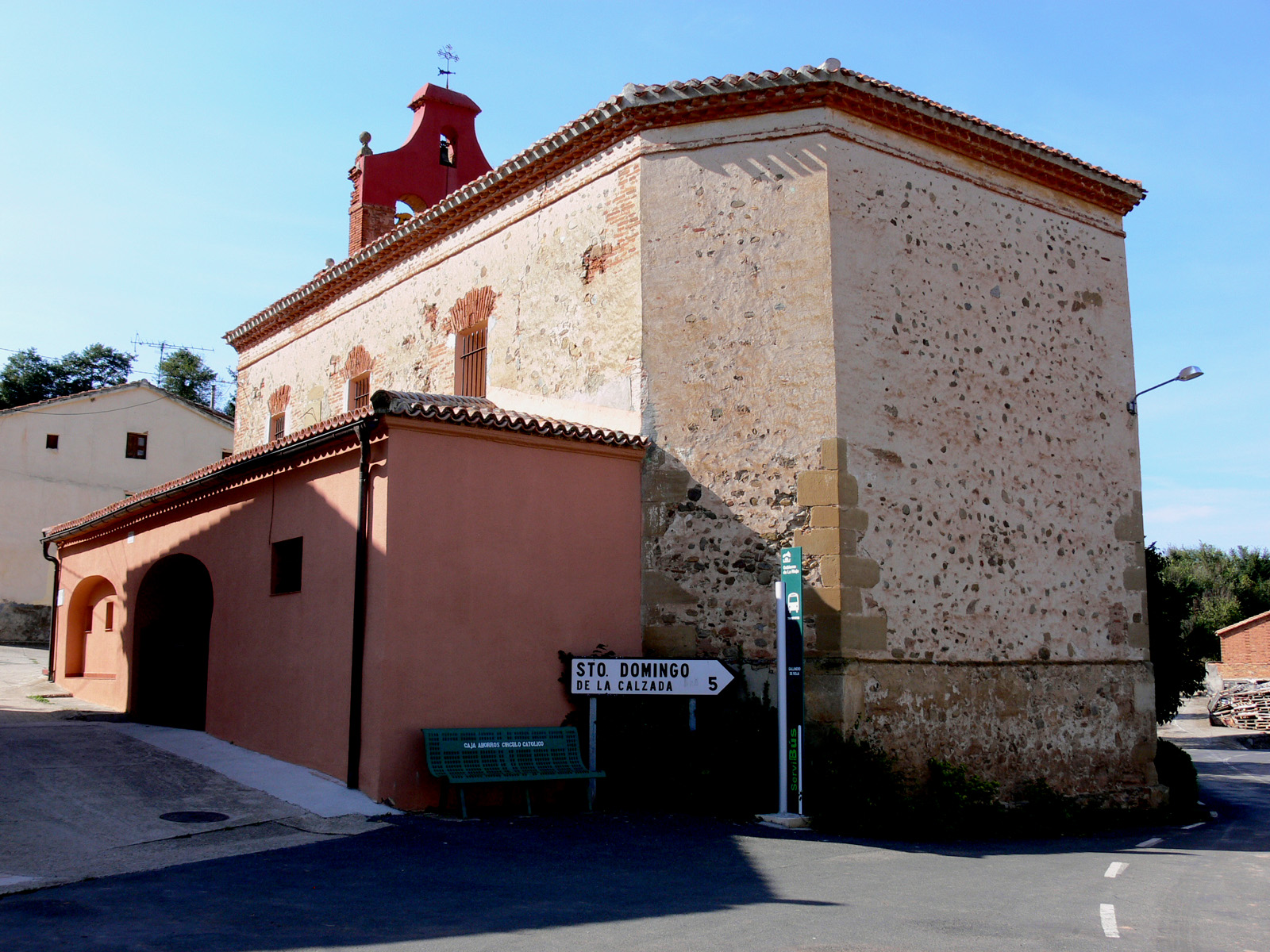
Johanniskirche